# 宣和奉使高麗図経

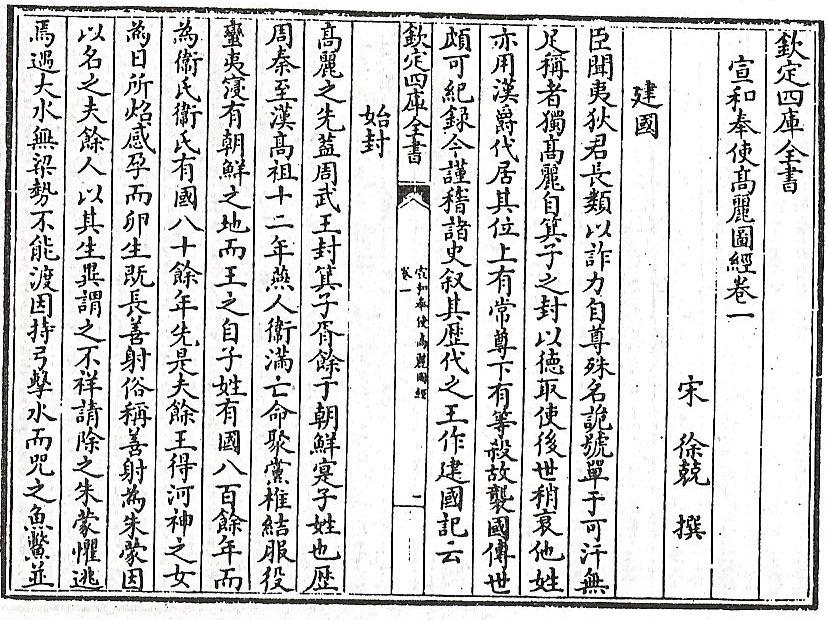
『宣和奉使高麗図経』書影

『宣和奉使高麗図経』（せんなほうしこうらいずきょう、朝鮮語：선화봉사고려도경、略称『高麗図経』）とは、中国宋王朝の徐兢が編纂した朝鮮半島の高麗の史書。全四十卷。徽宗の宣和年間に徐兢は高麗に使節として派遣された。高麗の国都開城に数ヶ月滞在し中国帰国後、見聞した内容をこの書にまとめ、皇帝に献呈した。書には高麗の歴史、政治制度、社会の状況が記載されており、研究上当時の朝鮮半島史の重要史料である。

## 成書背景

### 作者徐兢
『宣和奉使高麗図経』の作者は徐兢（1091年 - 1153年）で、彼の字は明叔といい、自信居士と号した。徐兢は北宋甌寧（一説には和州の歴陽）の出身。絵画、書道に秀で、地方官を勤めていた時、大宗丞兼掌書学、刑部員外郎などの職を務めた。
1123年（宣和5年/高麗仁宗元年）、高麗睿宗王俁が逝去、北宋は弔意のための使節団を高麗に派遣した。徐兢はその一員だった。徐兢は高麗の国都開城に数ヶ月間滞在し、中国帰国後、高麗の国の成り立ちや政治制度、風俗と事物の様子について書き起こした、それぞれの章に絵画を添付させた。

### 書籍編纂の目的
徐兢が『宣和奉使高麗図経‧原序』に記すところによると、彼自身が史書の部を書き、これは古来の外交使節が見聞した内容を継承し、「書を以って四方の志となす」との伝統的スタイルをとっている。（そのスタイルとは）「九重もの高くて深いアーチに住み、四方万里まで遠く視察すること、諸事が手のひらにあるが如し」との存在である中国皇帝に使者を求め、（中国皇帝は入手した四方の情報により）外国の国情について深く理解した、というものである。

### 編纂過程
徐兢は高麗で出仕の機会を利用して「諸事について質問し、使者の職務を果たし」、帰国後「耳目の及んだところによりて、広く云われている内容を集め、中国と類似した部分は簡潔にし、異なっている部分を取り上げるようにした」。宣和6年（1124年）に完成し、三百余条、全四十巻となった。別に「事物の形状については解説に図を用い」、高麗の文物をわかりやすく紹介した。

## 内容
『宣和奉使高麗図経』の内容：
- 巻一：《建国》、王氏高麗朝の成立の歷史。
- 巻二：《世次》、高麗歷代君王。
- 巻三：《城邑》、高麗の城制、地理等資料。
- 巻四：《門闕》、開城城門及王宮宮門の資料。
- 巻五：《宮殿一》、高麗の主要宮殿。
- 巻六：《宮殿二》、高麗の主要宮
- 巻七：《冠服》、高麗各階級人士の服飾。
- 巻八：《人物》、当時の高麗朝中の名流人物。
- 巻九：《儀物一》、高麗文物の資料。
- 巻十：《儀物二》、高麗文物の資料。
- 巻十一：《仗衞一》、高麗の軍隊編制資料。
- 巻十二：《仗衞二》、高麗の軍隊編制資料。
- 巻十三：《兵器》、高麗軍隊の兵器資料。
- 巻十四：《旗幟》、高麗儀制裡の旗幟資料。
- 巻十五：《車馬》、高麗の車馬運輸資料。
- 巻十六：《官府》、高麗の主要官署及機関部門。
- 巻十七：《祠宇》、高麗の寺廟情況。
- 巻十八：《道教》、高麗の道教、仏教情況。
- 巻十九：《民庶》、高麗士、農、工、商等階層の情況。
- 巻二十：《婦人》、高麗貴婦、婢女等の情況。
- 巻二十一：《皂隸》、高麗官府下級人員の情況。
- 巻二十二：《雜俗一》、高麗習俗。
- 巻二十三：《雜俗二》、高麗習俗。
- 巻二十四：《節仗》、高麗儀仗の資料。
- 巻二十五：《受詔》、高麗朝廷における中国使節向け外交礼制資料。
- 巻二十六：《燕禮》、高麗人宴会の習尚情況。
- 巻二十七：《館舍》、高麗の招待外人の館舍情形。
- 巻二十八：《供帳一》、高麗の招待外国使節の用品資料。
- 巻二十九：《供帳二》、高麗の招待外国使節の用品資料。
- 巻三十：《器皿一》、高麗の産的器皿及びその工藝の描絵。
- 巻三十一：《器皿二》、高麗の産的器皿及びその工藝の描絵。
- 巻三十二：《器皿三》、高麗の産業的器皿及びその工藝の描絵。
- 巻三十三：《舟楫》、高麗船隻の資料。
- 巻三十四：《海道一》、高麗海上交通及び海島の資料。
- 巻三十五：《海道二》、高麗海上交通及び海島の資料。
- 巻三十六：《海道三》、高麗海上交通及び海島の資料。
- 巻三十七：《海道四》、高麗海上交通及び海島の資料。
- 巻三十八：《海道五》、高麗海上交通及び海島の資料。
- 巻三十九：《海道六》、高麗海上交通及び海島の資料。
- 巻四十：《同文》、回顧高麗と中国遼、宋等の王朝の関係、儒学の発展、楽律、度量衡等の情況。

この他、『四庫全書』版『宣和奉使高麗図経』では、清の人が編纂した『提要』があり、そこに付録として『宋故尚書刑部員外郎徐公行狀』（徐兢の簡略な伝記を含んでいる）。
※原本には図があったが、靖康の変において失われた。

## 史料価値
中国と朝鮮半島の地理的近さにより、双方往来は頻繁だったが、中国では朝鮮半島方面の著作はあまり多くはなかった。朝鮮半島関連著作としては『雞林記』、『雞林志』、『雞林類事』、『朝鮮賦』、『朝鮮図説』、『朝鮮志』、『朝鮮史略』等々があるが、これらの書物は些細な言及であったり、失われたりしているため、『宣和奉使高麗図経』のみが唯一内容が最も豊富であり、長く世に伝えられて、今日の古代中世中韓関係及び交通史の最も珍貴な史料となっている。本書で従来使われてきた「高句麗」に変えて「高麗」を用いたことは、その後の中国の史書に影響した。

## 中国における流伝の情況
『宣和奉使高麗図経』は宣和6年（1124年）に成立し、原書は図と文章から構成されていたが、靖康の変において失われている。南宋の乾道3年（1167年）、徐兢の姪の子の徐蕆が首班となり本書を出版した。既に図版は失われていたが、「図経」の書名をそのまま用いた。この本は現在台湾国立故宮博物院に収蔵されている。
宋朝以後，明末まで海塩の人鄭休仲が徐蕆版に基き本書を再版した。以後清の編纂した四庫全書に採録された。しかしいづれも脱漏や誤記が非常に多く善本とは言いがたい。清の乾隆58年（1793年）、歙県鮑廷博は、自家収蔵の鈔本と鄭休仲が校正して出版し、『知不足齋叢書』に収録した。ただしわずかに錯誤があり、いまだ完全な善本とはいいがたい内容である。